# Operat
Als Operat wird in der Geodäsie und in der Verwaltung der einheitlich bearbeitete Teil eines größeren Werkes oder Projektes bezeichnet.
Beispielsweise kann ein größeres Vermessungsnetz nur in einzelnen Abschnitten aufgebaut werden. Die örtlich zusammenhängenden Teile, die im Gebirge z. B. einer Talschaft entsprechen, werden aus Gründen der Ökonomie (Wegzeiten, Visuren) und der Wetterbedingungen an möglichst benachbarten Tagen gemessen. Sie sind daher geometrisch und physikalisch korreliert, was sich in guter innerer Konsistenz mit hoher Nachbarschaftsgenauigkeit niederschlägt.
Am Übergang zu den benachbarten Teilnetzen (Operaten) kann diese Genauigkeit uneinheitlicher sein oder sich in merklichen Klaffungen äußern. Dies lässt sich jedoch nachträglich durch Methoden der Ausgleichsrechnung glätten. Um diese Einflüsse vorweg abschätzen zu können, wird in den Punktbeschreibungen der Vermessungs- und Festpunkte auch die Operatsnummer vermerkt.
Der Terminus „Operat“ ist analog auch in anderen Geowissenschaften und der Landesverwaltung in Gebrauch. Unter anderem wird bei Arbeitsbereichen, die teilweise auf Karten und Plänen beruhen, zwischen dem Schriftoperat und dem Kartenwerk unterschieden.